# Orth Péter
Orth Péter (Győr, 1984. február 22. –) magyar színész.

## Életútja
Első színpadi sikerét 9 évesen aratta Nyilas Misi szerepében Kecskeméten. Középiskolába a Bolyai János Gimnáziumba járt, ahol sporttagozaton tanult, majd Baján érettségizett. Felvették a Veszprémi Egyetem anyagmérnök szakára, azonban fél év után úgy döntött, hogy a színészi pályára lép. 2004-2008 között a Színház- és Filmművészeti Egyetemen tanult, ahol osztályfőnökei Zsámbéki Gábor és Zsótér Sándor voltak, majd 2008 -2010 között a budapesti Nemzeti Színházban játszott. 2010-től újra Kecskeméten játszik,és a Katona József Nemzeti Színház tagja.
Szülei Orth Mihály és Csombor Teréz színművészek.

## Fontosabb színházi szerepei
- William Shakespeare: Othello, a néger mór.... Cassio, a hadnagya
- William Shakespeare: Mabeth... Macbeth
- William Shakespeare: Hamlet.... Laertes, Polonius fia
- William Shakespeare: A vihar.... Ferdinand, a nápolyi király fia
- William Shakespeare: Lear király.... szereplő
- William Shakespeare: Romeo és Júlia.... Tybalt, Capuletné unokaöccse; Mercutio, a herceg rokona, Romeo barátja
- Molière: Úrhatnám polgár.... Jourdain inasa
- Carlo Goldoni: Hebehurgya hölgyek.... Rinaldo gróf
- Carlo Goldoni: Chioggiai csetepaté.... Titta Nane, (Giambattista), fiatal halász
- William Somerset Maugham: Csodás vagy, Júlia.... Tom Fennell
- Fjodor Mihajlovics Dosztojevszkij – Richard Crane: Karamazov testvérek.... szereplő
- Anton Pavlovics Csehov: Apátlanul (Platonov).... Kirill Porfirjevics Glagoljev, Glagoljev fia
- Anton Pavlovics Csehov: Három nővér.... Kuligin, Fjodor Iljics, tanár, Mása férje
- Nyikolaj Vasziljevics Gogol: A revizor.... Pjotr Ivanovics Dobcsinszkij, földbirtokos
- Bertolt Brecht: Angliai második Edward élete.... Lightborn, Gaveston
- Bertolt Brecht: Baal.... Eckart
- Arthur Miller: Az ügynök halála.... Biff
- Eugene O’Neill: Hosszú út az éjszakába.... Jamie
- Eugene O’Neill: Amerikai  Elektra.... Orin, gyalogoshadnagy, Mannonék fia
- Federico García Lorca: Vérnász.... Vőlegény
- Alfred Jarry: Übü.... Bugrislav királyfi
- Ken Kesey - Dale Wasserman: Száll a kakukk fészkére.... Billy Babbit
- Botho Strauss: A park.... Fiú 2.
- John Webster: Amalfi hercegnő.... Pescara
- Ken Ludwig: Káprázatoskisasszonyok.... Leo Clark
- Peter Buckman: Most mindenki együtt.... Keith
- Michael Frayn: Függöny fel!.... Garry Lejeune
- Patricia Highsmith: A tehetséges Mr. Ripley.... Tom Ripley
- Lee Hall – Tom Stoppard – Marc Norman: Szerelmes Shakespeare.... Marlowe
- Georges Feydeau: Balfék.... Samuel Soldignac, drámaíró
- Ray Cooney: Páratlan páros 2. .... Gevin Smith
- Agatha Christie: Pókháló.... Jeremy Warrender
- Csokonai Vitéz Mihály: Dorottya.... Cserházy
- Petőfi Sándor: Tigris és Hiéna.... Saul, Predszláva gyermeke
- Katona József: Bánk bán.... Ottó, Berchtoldnak a merániai hercegnek fia,Gertrudisnak testvéröccse; Simon bán, Melinda bátyja
- Csiky Gergely: Buborékok.... Tamás
- Fazekas Mihály – Schwajda György: Lúdas Matyi.... Díszletliba
- Remenyik Zsigmond: Pokoli disznótor.... Bíró
- Molnár Ferenc: Liliom.... Liliom
- Szép Ernő: Vőlegény.... Lala, hetedikes gimnazista
- Móricz Zsigmond – Kocsák Tibor – Miklós Tibor: Légy jó mindhalálig.... Nyilas Misi, III. b. osztályos gimnáziumi tanuló; Török János
- Kaffka Margit: Hangyaboly.... Kapossy
- Déry Tibor: Az Óriáscsecsemő.... I. Újszülött
- Lázár Ervin: Berzsián és Dideki.... Főszakáll
- Fazekas István: A megvádolt.... Ügyész
- Tasnádi István: Memo – A felejtés nélküli ember.... Seress Ervin, ápolt
- László Miklós – Mohácsi István – Mohácsi János: Illatszertár.... Kádár úr
- Alain Boublil – Claude-Michel Schönberg: A nyomorultak.... Paraszt; Polgár; Kocsmás; Munkás; Rab; Courfeyrac; Marius; Dauphin
- William Rowley – Thomas Middleton: Átváltozások.... Alsemero, nemes, később Beatrice férje
- Vajda Katalin: Anconai szerelmesek.... Lucrezio, egyetemi hallgató
- Galambos Attila – Szemenyei János – Réczei Tamás: Winnetou.... Old Shatterhand
- Juhász Levente – Galambos Attila – Szente Vajk: A beszélő köntös.... Lestyák Mihály
- Szente Vajk – Galambos Attila – Juhász Levente: Kőszívű... Baradlay Richárd
- Kacsóh Pongrác – Bakonyi Károly – Heltai Jenő: János vitéz.... Kukorica János
- Eisemann Mihály – Békeffi István – Halász Imre: Egy csók és más semmi.... Péter
- Zerkovitz Béla – Szilágyi László: Csókos asszony.... Dorozsmay Pista
- Szirmai Albert – Bakonyi Károly – Gábor Andor: Mágnás Miska.... Baracs István, mérnök
- Kálmán Imre: Csárdáskirálynő.... Edvin herceg
- Lehár Ferenc: Luxemburg grófja.... Armand Brissard, festő
- Müller Péter Sziámi – Müller Péter – Tolcsvay László: Isten pénze.... Fiatal Scrooge
- Lévay Szilveszter – Michael Kunze: Elisabeth.... Ferencz József
- Németh Virág: Lesz vigasz.... szereplő
- Németh Virág – Gaetano Donizetti: A manóvizsga.... Prüsző
- Szikora Róbert – Lezsák Sándor – Zsuffa Tünde: Az ég tartja a földet – Erzsébet, a szerelem szentje.... Volker

## Díjai, elismerései
- Pék Matyi-díj (2011)
- Latabár-díj (2011)
- ESTem-díj (2012, 2015)
- Junior Prima díj (2014)
- Gábor Miklós-díj (2024)

## Filmes és televíziós szerepei
- Ki vagy te (magyar sorozat, 2022)
- A mi kis falunk (magyar sorozat, 2020)
- 200 első randi (magyar sorozat, 2019)
- Drága örökösök (magyar sorozat, 2019)
- Korhatáros szerelem (magyar sorozat, 2018)
- Holnap Tali! (magyar websorozat, 2017)
- Disznóvágás (magyar kisjátékfilm, 2016)
- Isten szolgája: Sándor István szalézi vértanú (magyar rövid játékfilm, 2013)
- Uszodai tolvaj színész (magyar kisjátékfilm, 2007)